# Anesthesiemedewerker

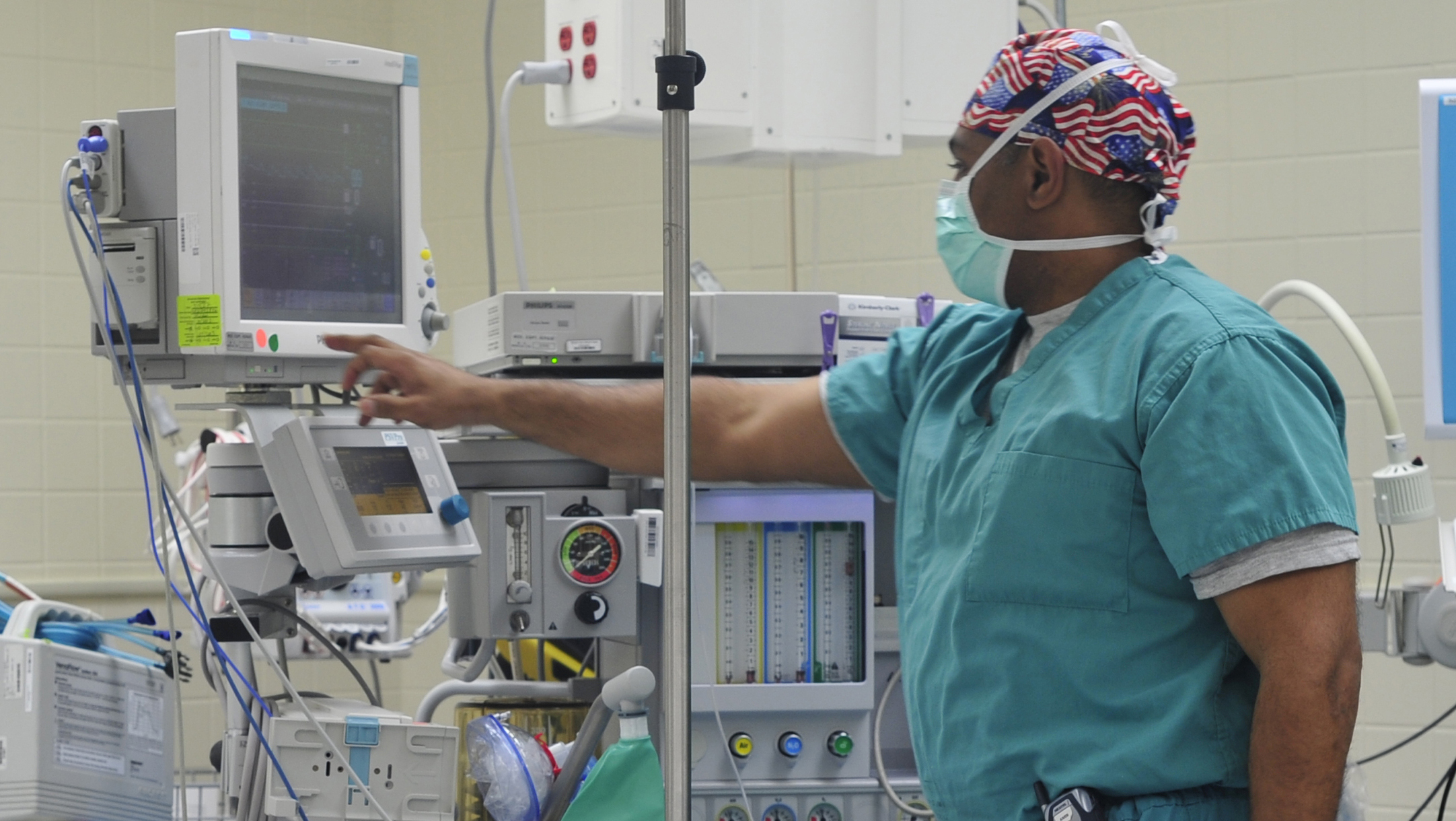
Anesthesiemedewerker in de Verenigde Staten

Een anesthesiemedewerker (uitspraakⓘ), anesthesie-assistent of anesthesieverpleegkundige is een persoon die samen met de anesthesioloog of anesthesist een anesthesieteam vormt.

## Functie
Een anesthesiemedewerker is opgeleid om de anesthesioloog te assisteren bij alle voorkomende taken bij het voorbereiden, toedienen en onderhouden van de verschillende vormen van anesthesie. Hij of zij bewaakt en stuurt de anesthesiediepte door het continue monitoren van de vitale functies van de patiënt tijdens de operatie, zoals ademhaling, bloedcirculatie, bewustzijn en temperatuurregulatie. Tot op zekere hoogte kan, mag en moet bij een eventuele afwijking de anesthesiemedewerker (snel) zelfstandig ingrijpen, in afwachting van de komst van de anesthesioloog. Buiten het operatiekamercomplex zijn er taken voor de anesthesiemedewerker binnen het pijnteam, de pre-operatieve screening, de traumaopvang op de spoedeisende hulp, als sedationist en kan de anesthesiemedewerker lid zijn van een reanimatieteam.

## Opleiding

### Nederland
In Nederland kan iemand na het behalen van het havodiploma of een mbo 4-diploma anesthesiemedewerker worden door een driejarige initiële opleiding op hbo-niveau (NLQF/EQF niveau 6) te volgen. Een anesthesiemedewerker met ook een verpleegkundige achtergrond wordt in Nederland meestal anesthesieverpleegkundige genoemd. Naast de driejarige opleiding wordt sinds 2018 in vijf van de acht opleidingscentra de beroepsopleiding aangeboden in combinatie met die tot verpleegkundige. Alleen met een diploma van het College Zorg Opleidingen (CZO) kan een anesthesiemedewerker volwaardig onderdeel van een anesthesieteam zijn.
Sinds 2016 is er een CZO-erkende eenjarige vervolgopleiding voor anesthesiemedewerkers. Deze kwalificeert tot sedatiepraktijkspecialist, een functionaris die zelfstandig buiten het operatiekamercomplex matige en diepe sedatie uit kan voeren. Andere vervolgopleidingen zijn onder andere Physician assistant en pijnconsulent.
Tevens is er sinds 2010 de hbo-bacheloropleiding Medische Hulpverlening, waar onder andere gekozen kan worden voor een opleiding tot Medisch Hulpverlener Anesthesie, die taken verricht die overeenkomen met die van een anesthesiemedewerker. Er zijn in het werkveld nog twijfels over nut en noodzaak van deze opleiding.

### België
In België kan iemand alleen anesthesiemedewerker worden als hij of zij het diploma verpleegkunde bezit.

### Verenigde Staten
In de Verenigde Staten moet men behalve de opleiding tot verpleegkundige ook een bachelordiploma hebben om een 1 à 1,5 jaar durende opleiding tot nurse anesthetist te kunnen volgen. In de VS is anesthesie in eerste instantie een specialisatie van het verpleegkundig domein. Het is tevens het oudste verpleegkundige specialisme. In veel ziekenhuizen in de Verenigde Staten wordt de anesthesie geheel door de nurse anesthetist uitgevoerd, zonder tussenkomst van een anesthesioloog.
Lijst van verpleegkundige specialisaties · portaal · afbeeldingen